# Segona Divisió 2008/09
Die Segona Divisió 2008/09 war die zehnte Spielzeit der zweithöchsten Fußballliga in Andorra. Sie begann am 20. September 2008 und endete am 21. März 2009. Die Aufstiegsrunde wurde vom 28. März bis 3. Mai 2009 durchgeführt.
Am Saisonende stieg der Tabellenerste auf und der Zweitplatzierte hatte noch die Chance über ein Relegationsspiel gegen den Siebten der Primera Divisió aufzusteigen.

## Reguläre Saison

### Tabelle
| Pl. | Verein                       | Sp. | S | U | N  | Tore    | Diff. | Punkte |
| --- | ---------------------------- | --- | - | - | -- | ------- | ----- | ------ |
| 1.  | FC Encamp                    | 12  | 8 | 4 | 0  | 044:140 | +30   | 28     |
| 2.  | FC Lusitanos B               | 12  | 7 | 2 | 3  | 035:180 | +17   | 23     |
| 3.  | Atlètic Club d’Escaldes      | 12  | 7 | 2 | 3  | 033:210 | +12   | 23     |
| 4.  | UE Extremenya                | 12  | 5 | 3 | 4  | 031:220 | +9    | 18     |
| 5.  | Casa Estrella de Benfica (A) | 12  | 4 | 3 | 5  | 030:230 | +7    | 15     |
| 6.  | CE Principat B               | 11  | 2 | 1 | 8  | 011:340 | −23   | 07     |
| 7.  | CE Jenlai                    | 11  | 0 | 1 | 10 | 011:630 | −52   | 01     |

| (A) | Absteiger der letzten Saison |

## Kreuztabelle
Die Kreuztabelle stellt die Ergebnisse aller Spiele dieser Vorrunde dar. Die Heimmannschaft ist in der ersten Spalte aufgelistet, die Gastmannschaft in der obersten Reihe. Die Ergebnisse sind immer aus Sicht der Heimmannschaft angegeben.
| 2008/09                  | FC Encamp | Atlètic Club d’Escaldes | Casa Estrella de Benfica | UE Extremenya | CE Jenlai | FC Lusitanos B | CE Principat B |
| FC Encamp                |           | 1:1                     | 0:0                      | 3:1           | 5:0       | 2:1            | 3:0            |
| Atlètic Club d’Escaldes  | 3:4       |                         | 0:5                      | 1:1           | 6:3       | 3:1            | 3:0 1          |
| Casa Estrella de Benfica | 2:2       | 0:5                     |                          | 1:1           | 7:0       | 2:3            | 5:0            |
| UE Extremenya            | 1:3       | 2:1                     | 3:0                      |               | 4:0       | 1:6            | 4:1            |
| CE Jenlai                | 1:11      | 3:5                     | 2:5                      | 1:10          |           | 0:7            | 1:3            |
| FC Lusitanos B           | 2:2       | 1:2                     | 4:3                      | 4:2           | 0:0       |                | 4:1            |
| CE Principat B           | 2:8       | 0:3                     | 3:0                      | 1:1           | — 2       | 0:2            |                |

## Aufstiegsplayoff

### Abschlusstabelle
| Pl. | Verein                  | Sp. | S | U | N | Tore    | Diff. | Punkte | Bonus | Gesamt |
| --- | ----------------------- | --- | - | - | - | ------- | ----- | ------ | ----- | ------ |
| 1.  | FC Encamp               | 6   | 3 | 0 | 3 | 009:900 | ±0    | 09     | 28    | 37     |
| 2.  | Atlètic Club d’Escaldes | 6   | 3 | 2 | 1 | 007:500 | +2    | 11     | 23    | 34     |
| 3.  | FC Lusitanos B          | 6   | 1 | 2 | 3 | 005:800 | −3    | 05     | 23    | 28     |
| 4.  | UE Extremenya           | 6   | 1 | 4 | 1 | 009:800 | +1    | 07     | 18    | 25     |

### Kreuztabelle
| 2008/09                 | FC Encamp | Atlètic Club d’Escaldes | FC Lusitanos B | UE Extremenya |
| FC Encamp               |           | 0:1                     | 2:0            | 1:3           |
| Atlètic Club d’Escaldes | 3:2       |                         | 0:1            | 2:2           |
| FC Lusitanos B          | 1:2       | 0:1                     |                | 2:2           |
| UE Extremenya           | 1:2       | 0:0                     | 1:1            |               |

## Relegation
Der Siebtplatzierte der Primera Divisió bestritt im Anschluss an die Saison zwei Relegationsspiele gegen den Zweitplatzierten der Segona Divisió.
|                                                     | Gesamt           |                                                      | Hinspiel | Rückspiel |
| --------------------------------------------------- | ---------------- | ---------------------------------------------------- | -------- | --------- |
| Inter Club d’Escaldes (Siebter der Primera Divisió) | 3:3 (10:9 i. E.) | Atlètic Club d’Escaldes (Zweiter der Segona Divisió) | 2:1      | 1:2 n. V. |